# Droga oliwkowo-rdzeniowa
Droga oliwkowo-rdzeniowa (pęczek Helwega, łac. tractus olivospinalis) – pasmo włókien nerwowych biegnące od jąder oliwki rdzenia przedłużonego w szyjnej części rdzenia kręgowego. Graniczy z drogą rdzeniowo-móżdżkową przednią. 
Drogę oliwkowo-rdzeniową opisał jako pierwszy duński anatom Hans Kristian Saxtorph Helweg.